# Lư Sơn (thành phố cấp huyện)
Lư Sơn (chữ Hán giản thể: 庐山市) là một thành phố cấp huyện thuộc địa cấp thị Cửu Giang, tỉnh Giang Tây, Cộng hòa Nhân dân Trung Hoa. Thành phố này có diện tích 739,71 ki-lô-mét vuông, dân số năm 1999 là 227.301 người. Mã số bưu chính của thành phố Lư Sơn là 332800.. Thành phố này nằm ở bờ tây của hồ Bà Dương, phía nam chân núi Lư Sơn. 

## Hành chính
Lư Sơn được chia ra làm 10 đơn vị hành chính cấp hương, gồm 9 trấn và 1 hương. Ngoài ra thành phố này còn quản lí 2 đơn vị tương đương cấp hương khác
- Trấn: Nam Khang (南康镇), Bạch Lộc (白鹿镇), Ôn Tuyền (温泉镇), Tinh Tử (星子镇), Hoa Lâm (华林镇), Giao Đường (蛟塘镇), Hoành Đường (横塘镇), Cổ Lĩnh (牯岭镇), Hải Hội (海会镇)
- Hương: Liệu Nam (蓼南乡)

Đơn vị ngang cấp hương khác
- Lâm trường Đông Cổ Sơn (东牯山林场)
- Quản lí xứ: Sa Hồ Sơn (沙湖山管理处)